# 台灣高山鼴鼠
台灣高山鼴鼠又稱鹿野氏鼴鼠，學名Mogera kanoana。是生存於台灣的一種哺乳動物，屬於鼴科。
最早的紀錄為鹿野忠雄在1940年發現於雪山山脈，並於論文中記載分布在高山的鼴鼠為不同於平地上生長的種類，但沒有任何標本紀錄，直到2004年生物學家們證實此物種的存在，並由日本的川田伸一郎及台灣的林良恭以鹿野（Kano；拉丁化為kanoana）命名。結果發表於2007年。
比平地鼴鼠外觀黝黑的高山鼴鼠體長有12公分、重量不到40公克，平常棲息在20公分深的土壤中，以蚯蚓、蠕蟲作為主食，分布於玉山、雪山等高山，另外墾丁、花蓮平地也有被發現的記錄。